# Stadio Kartal
Lo stadio Kartal (in turco Kartal Stadyumu) è un impianto sportivo situato a Istanbul, in Turchia.
Usato prevalentemente per il calcio, è lo stadio di casa del Kartalspor.
L'impianto ha una capacità di 10 000 posti a sedere ed è omologato per la TFF 1. Lig. Il campo da gioco è completamente in erba naturale e misura 65x105 m.